# Saar (Bahrein)
Saar (Arabisch: سار) is een woongebied in Bahrein, dat aan de westkant ligt van de hoofdstad Manama. Het staat bekend als een gebied met veel bewoners hoog op de sociale ladder, zoals rijke Bahreiners, ambassadeurs en expats.
In Saar staat een universiteit, de University College of Bahrain, met een campus.

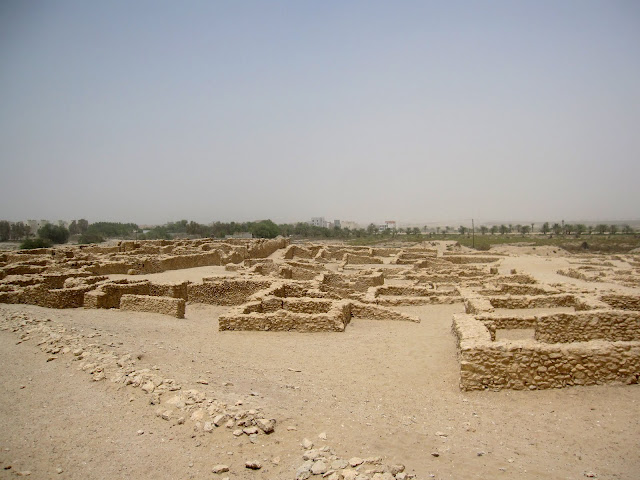
Ruïnes van een nederzetting uit het Dilmun-tijdperk te Saar.

## Geschiedenis
Tijdens het tijdperk van Dilmun, eind derde en tweede millennium voor Christus, werd er een tempel gebouwd, beter bekend als de Saartempel. De tempel werd gebouwd tussen 2300 en 1700 v.Chr. Het is twee hectare groot. De tempel zou een grote rol hebben gespeeld in het observeren van de langste dag. Hij is goed behouden gebleven, doordat hij ruim anderhalf millennium onbewoond is gebleven. In de tempel heeft men keramiek en stenen gereedschap gevonden. Ook kon er waarschijnlijk koper bewerkt worden.

## Landbouw
In het noordelijke gouvernement van Bahrein is er veel vruchtbaar land, wat tevens bijdraagt aan de groene omgeving van deze plaats. Landbouw is ook een hoofdoorzaak van de economische groei van Bahrein.